# Armatella litseae
Armatella litseae är en svampart som först beskrevs av Henn., och fick sitt nu gällande namn av Theiss. & Syd. 1915. Armatella litseae ingår i släktet Armatella och familjen Meliolaceae.   Inga underarter finns listade i Catalogue of Life.